# Rituvík
Rituvík er en færøsk bygd på Eysturoy 4 km sydøst for Runavík og er en del af Runavíkar kommuna. Bygdens navn stammer fra fuglen Ride Rissa tridactyla, færøsk: Rita og vík, vig eller bugt Rituvík. 
Bygden ligger i en vig ud mod det åbne hav. Der er landingsplads og bådehuse på begge sider af vigen. 
Skolen fra 1967 er fra 2008 fritidshjem for kommunens børn i nul, 1. og 2. klasse. Stuerne er opdelt i 3 stuer, værksted og gymnastiksal. Desuden har bygden et missionshus med aktiviteter for børn, unge og voksne. 

## Historie
Bygdener en udflytterbygd fra Toftir og blev grundlagt den 24. december 1873, da Petur Højgård fra Toftir og hans kone, Nikolina Torkilshøj, bosatte sig på stedet.
I 1975 blev der ved kirken opsat en skulptur af Fridtjof Joensen til minde om de første bosættelser i Rituvík. Skulpturen er en mand med et graveredskab kaldet haki og en kvinde med strikkepinde. Ved bygdens ældste hus findes også en mindesten. Kaptajn Anton Olsen, som var fra Rituvík, bjærgede i 1975 4.004 vietnamesiske flygtninge med sit skib Clara Mærsk efter Saigons fald, og i 2015 blev der opsat en mindetavle foran hans barndomshjem.

## Kirken
Rituvíkar kirkja blev indviet den 17. december 1955 og hører under Glyvrar kirkesogn. Trækirken er den sidste af de otte kirker tegnet af arkitekten H.C.W. Tórgarð. Kirkeklokken er en skibsklokke fra den portugisiske skonnert Florentine, som sank i Grønland i 1947.
Kirken er hvidmalet med rødt træværk. Kortilbygningen er bredere og lavere end skibet og over vestenden er der opført en retvendt tagrytter med pyramidetag. Indvendigt er kirken malet i en lys brun farve, med hvidt halvtøndehvælv. I 1995 fik kirken en større klokke.

## Turisme
Man kan følge vardestien fra Rituvík til Lamba, som begynder øverst i bygden og varer ca. 2 timer. Stien fører forbi en 220 kg tung sten, som sagnhelten Ole den Stærke siges at have løftet. Undervejs kan man se rester af gamle tørvemoser og der er udsigt over Skálafjørður. På turens højeste pukt er der panoramaudsigt over Lambavík. Det danske skib Norske Løve strandede her nytårsaften 1707. Den var på vej til Ostindien og en storm kom over dem, da de var vest for Hebriderne. Derfra blev det ført til Færøerne. Dagen efter var der ingen spor af  Norske Løve.
Kysten ud for Rituvík er kendt for at være et fremragende dykkersted med sand og tæt tangskov og undersøiske klippehuler.

## Galleri
- Rituvíkar kirkja
- Vejen ned til landingspladsen
- Landingspladsen
- Fridtjof Joensen statue af bygdens grundlæggere.